# Agluonėnai
Agluonėnai je ves v západní části Litvy, v Klajpedském kraji, 6 km na severovýchod od Priekulė.

## Popis
Ve vsi stojí nejvyšší dub v okrese Klaipėda, zvaný Bobės ąžuolas; při řece Agluoně je doubrava Lietuvininků, jejíž vysazování začalo v roce 1989. Také se v obci nachází etnografická usedlost - muzeum, základní škola , veřejná knihovna (od roku 1958), pošta (LT-96020), mateřská škola, kulturní dům, usedlost vesnické turistiky "Čepų sodyba" s přilehlými parky „Atgimimo“ („Obrození“ (1989)) a „Lietuvininkų“ na břehu Agluonėnského rybníka, kterým protéká Agluona, při usedlosti je v letní sezónách působící krčma s exponáty drobnozeměděského hospodaření z poloviny 20. století.

## Historie
Agluonėnai byly poprvé zmíněny roku 1540, poprvé vyznačeny na pruské mapě J. Enderše z roku 1758. Od roku 1950 středisková obec kolchozu „Jaunosios Gvardijos“ (Mladé Gardy).